# Unité urbaine de Romilly-sur-Seine
L'unité urbaine de Romilly-sur-Seine est une unité urbaine française centrée sur la commune de Romilly-sur-Seine, dans le département de l'Aube, en région Grand Est.

## Données générales
En 2010, selon l'Insee, l'unité urbaine était composée de trois communes.
En 2020, à la suite d'un nouveau zonage, elle est composée des trois mêmes communes.
En 2022, avec 17 106 habitants, elle représente la 2e unité urbaine du département de l'Aube et occupe le 38e rang dans la région Grand Est.

## Composition 2020 de l'unité urbaine
Elle est composée des trois communes suivantes :
| Nom                              | Code Insee | Département | Statut       | Superficie (km2) | Population (dernière pop. légale) | Densité (hab./km2) | Modifier                                    |
| -------------------------------- | ---------- | ----------- | ------------ | ---------------- | --------------------------------- | ------------------ | ------------------------------------------- |
| Romilly-sur-Seine (ville-centre) | 10323      | Aube        | ville-centre | 25,32            | 14 751 (2022)                     | 583                | modifier les données · modifier les données |
| Maizières-la-Grande-Paroisse     | 10220      | Aube        | banlieue     | 20,46            | 1 521 (2022)                      | 74                 | modifier les données · modifier les données |
| Pars-lès-Romilly                 | 10280      | Aube        | banlieue     | 17,88            | 834 (2022)                        | 47                 | modifier les données · modifier les données |

## Évolution démographique
| 1968   | 1975   | 1982   | 1990   | 1999   | 2006   | 2011   | 2016   | 2022   |
| ------ | ------ | ------ | ------ | ------ | ------ | ------ | ------ | ------ |
| 18 890 | 19 442 | 18 132 | 17 791 | 16 791 | 16 224 | 15 945 | 16 795 | 17 106 |

#### Données générales
- Unité urbaine en France
- Aire d'attraction d'une ville
- Liste des unités urbaines de France

#### Données démographiques en rapport avec l'unité urbaine de Romilly-sur-Seine
- Aire d'attraction de Romilly-sur-Seine
- Arrondissement de Nogent-sur-Seine

#### Données démographiques en rapport avec l'Aube
- Démographie de l'Aube